# Струнино

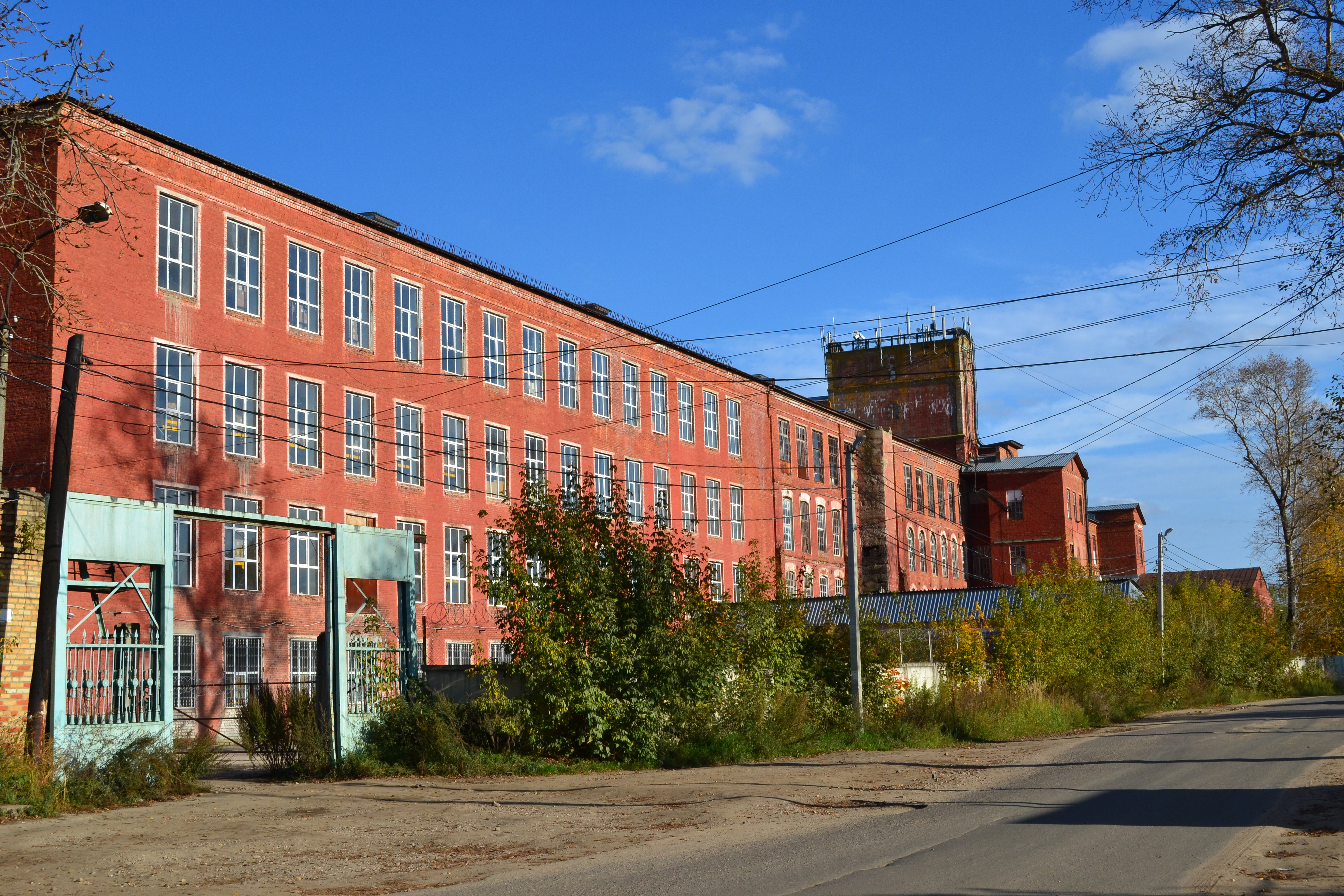
Мануфактура Барановых

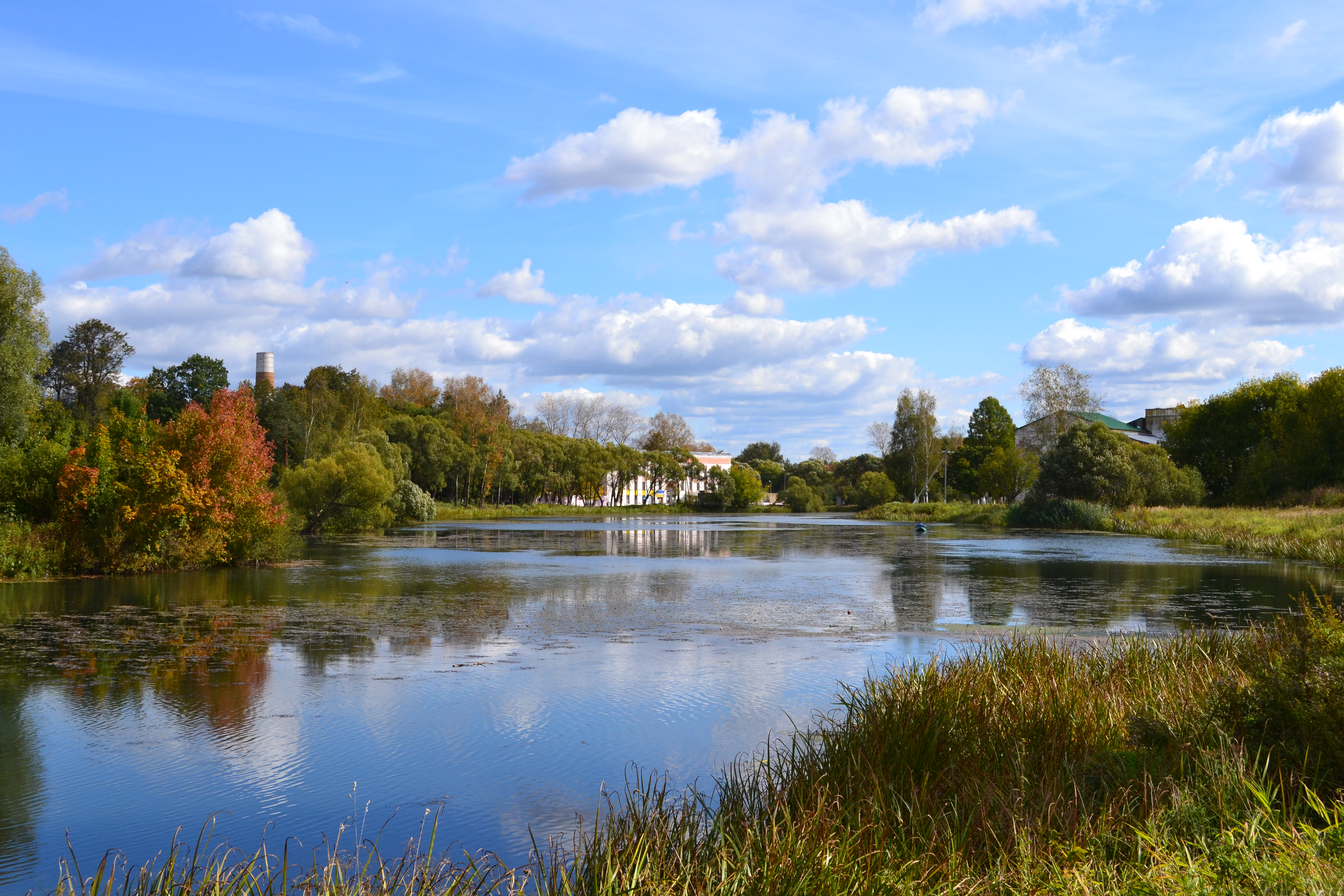
Река Горелый Крест

Стру́нино — город (с 1938 г.) в Александровском районе Владимирской области России.
Образует муниципальное образование город Струнино со статусом городского поселения как единственный населённый пункт в его составе.

## История
Дата основания не установлена. Упоминается с 1492 года, однако согласно древним преданиям, ещё в 1240 году через Струнино проезжал великий князь Александр Невский.
Предположительно, название города происходит от фамилии Струнины, одному из которых, Афанасию Тимофеевичу в 1654 году царь Алексей Михайлович дал грамоту на владение земли неподалёку от селения Следнёво. Существует легенда, что Иван Грозный приезжал в Струнино охотиться, как говорили раньше, «зверя струнить». Якобы именно из-за этого селение получило своё название. В 1859 году в деревне Струнино было 19 дворов, где проживали 49 мужчин и 59 женщин, которые после полевых работ занимались изготовлением кадок, ушатов, деревянной посуды, валяли валенки, выделывали кожи, пряли ткань.
В 1874 году А. И. Барановым при слиянии рек Чёрной и Горелый Крест, у железной дороги Москва — Ярославль, проложенной в 1873 году, была основана текстильная фабрика. 20 декабря 1874 года Баранову губернские власти разрешили строительство красильно-набивного заведения. Это считается официальной датой основания крупного текстильного предприятия, названного Соколовской мануфактурой (впоследствии комбинат «Пятый Октябрь»). В 1876—1877 годах был построен ткацкий, а в 1881-м — прядильный корпус. По сведениям 1897 года, на фабрике работали 2 527 мужчин и 1 548 женщин при населении посёлка 16 тысяч. В 1892 году была построена школа, в 1895 году — больница на 50 коек, богадельня, баня, а в 1898 году — церковь, заложен парк (ныне «Урочище Дубки»).
С 1903 по 1917 год в Струнино проходили забастовки, которыми руководили большевики.
Указом Президиума Верховного Совета СССР от 26 сентября 1938 года посёлку Струнино был присвоен статус города.
В годы Великой Отечественной войны с комбината ушли на фронт 1 500 человек. За годы войны были внесены в Фонд Обороны около 9 млн рублей, реализовано облигаций военных займов на 10 млн рублей, свыше 260 тысяч рублей переданы на строительство танковой колонны. Все годы войны комбинат выпускал ткань, которая шла на пошив обмундирования.
В 1941—1965 годах город являлся центром Струнинского района.

## Физико-географическая характеристика
Расположен в восточной части Клинско-Дмитровской гряды, относящейся к Московской возвышенности (часть Восточно-Европейской (Русской) равнины). Город находится в 8 км на запад от районного центра города Александрова и в 131 км к северо-западу от областного центра города Владимира.
Рельеф холмисто-равнинный. В пределах города в результате слияния рек Чёрной и Горелый Крест берёт начало река Пичкура, левый приток реки Молокчи (бассейн Клязьмы).

### Часовой пояс
Струнино, как и вся Владимирская область, находится в часовой зоне МСК (московское время). Смещение применяемого времени относительно UTC составляет +3:00.

## Население
| 1859    | 1897    | 1923    | 1926    | 1931    | 1939    | 1959    | 1967    | 1970    |
| ------- | ------- | ------- | ------- | ------- | ------- | ------- | ------- | ------- |
| 108     | ↗6300   | ↘3917   | ↗8804   | ↗10 800 | ↗15 056 | ↗18 982 | ↗21 000 | ↘20 627 |
| 1979    | 1989    | 1992    | 1996    | 1998    | 2000    | 2001    | 2002    | 2003    |
| ↘19 658 | ↘18 658 | ↘18 200 | ↘17 400 | ↘17 200 | ↘16 900 | ↘16 800 | ↘16 056 | ↗16 100 |
| 2005    | 2006    | 2007    | 2008    | 2009    | 2010    | 2011    | 2012    | 2013    |
| ↘15 500 | →15 500 | →15 500 | ↘15 400 | ↘15 341 | ↘14 369 | ↘14 368 | ↘14 366 | ↘14 211 |
| 2014    | 2015    | 2016    | 2017    | 2018    | 2019    | 2020    | 2021    |         |
| ↘14 022 | ↘13 829 | ↘13 541 | ↘13 281 | ↘13 094 | ↘12 902 | ↘12 881 | ↘11 774 |         |

На 1 января 2025 года по численности населения город находился на 882-м месте из 1124 городов Российской Федерации.

## Экономика
Струнино — промышленный спутник города Александрова.

#### Основные предприятия
- ПАО «Струнинский райпромкомбинат» (производство одеял и подушек);
- промышленный парк «Струнино».

В ноябре 2008 году открылся завод компании «Ле Кафе» по фасовке кофе, где занято 350 человек. Работает предприятие «Здравмедтех-М», где выпускается стерильное бельё для операционных..
ООО "ФДТ" Производство межкомнатных дверей.

## Образование
В Струнино работали три средние общеобразовательные школы № 10, 11 и 12, в 2016 было принято решение объединить 10 и 12. В городе находятся три детских сада.

## Энергетика
Электроэнергией город обеспечен от Александровских электросетей ОАО «Владимирэнерго»: двух 110 кВ ЛЭП и подстанции 110/10 (6) кВ.
Природным газом город снабжается от проходящего в трёх километрах от города газопровода Владимир — Софрино.

## Транспорт
В городе расположена одноимённая железнодорожная станция Московской железной дороги на Ярославском направлении. В пассажирском сообщении используются электропоезда серий ЭД4М, ЭР2Р, ЭД2Т, ЭР2Т. Напряжение контактной сети 3 кВ постоянного тока. Прямое пассажирское сообщение на восток до станции Балакирево Северной железной дороги, на запад до станций Поварово-3 (через Икшу) и Москва-Пассажирская-Ярославская.
Город расположен на автомобильном выходе из Александрова на Большое московское кольцо в 16 км от кольца.
Имеется автобусное сообщение с Александровом (как через Большое Каринское, так и через Следнево), Маренкино, Лизуново, Рупусово.
Городской транспорт представлен автобусом № 2.

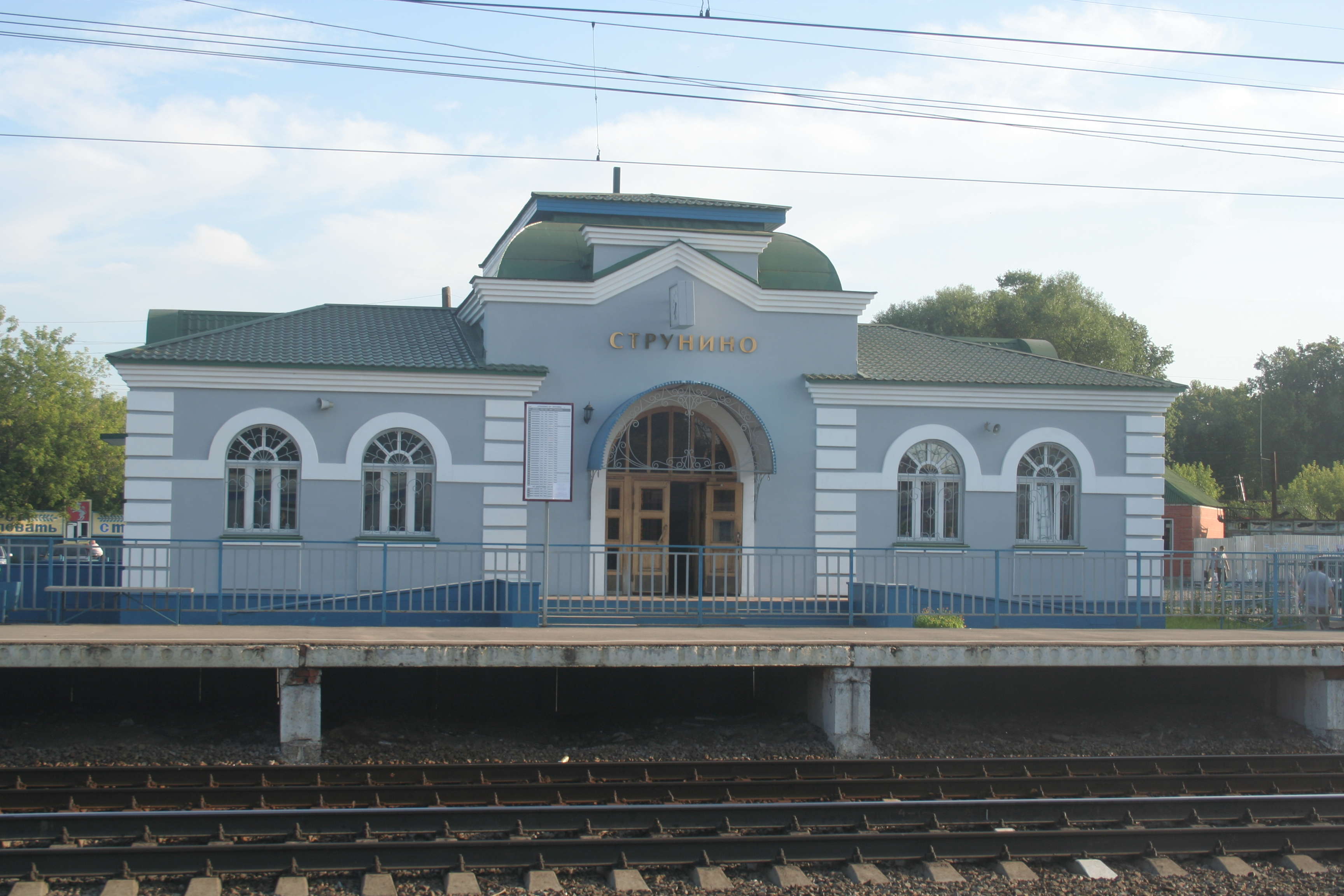
Вокзал железнодорожной станции Струнино

## Достопримечательности

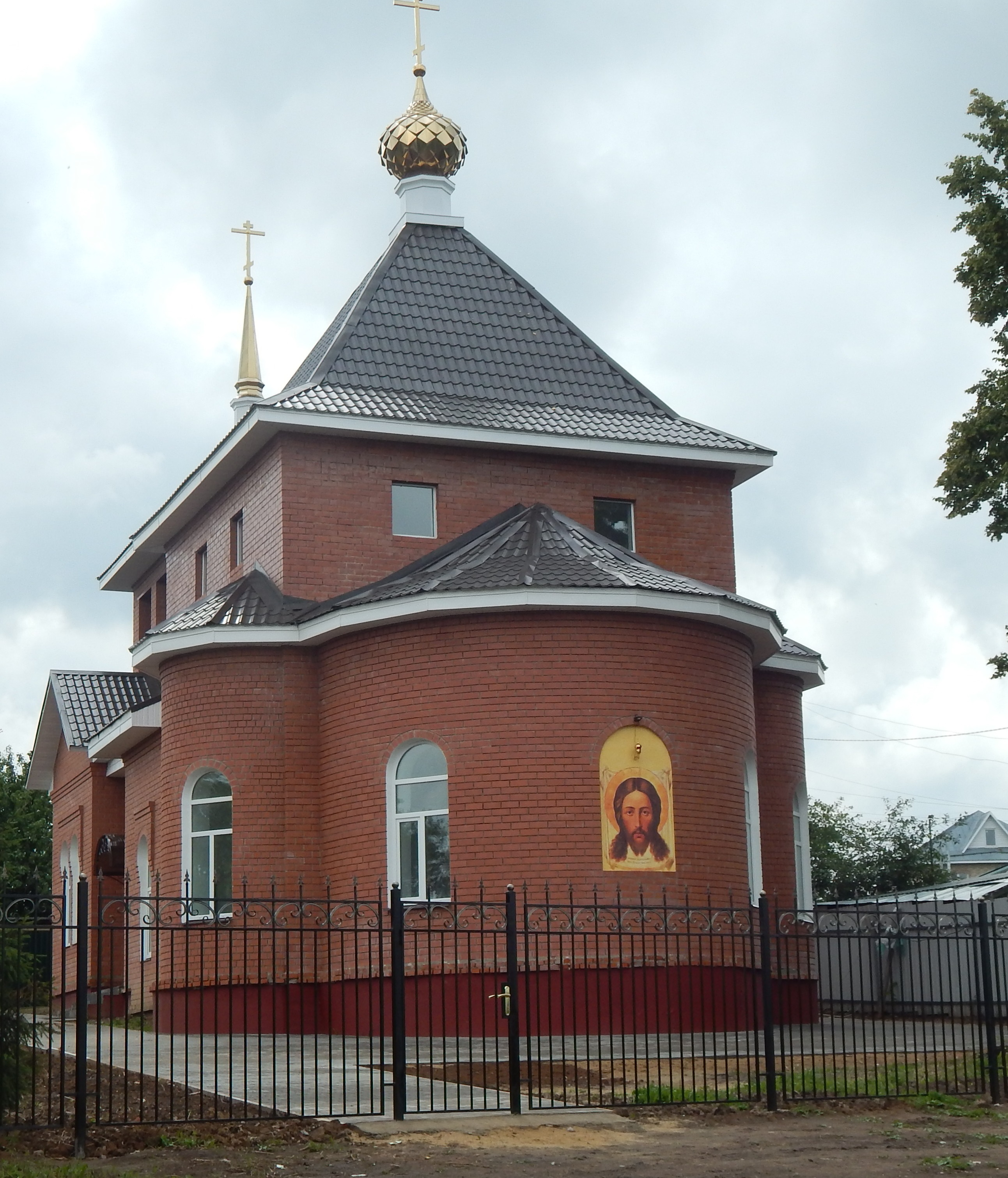
Храм Успения Пресвятой Богородицы

В городе имелась церковь Преображения Господня, построенная в 1893-1898 годах на средства фабриканта Асафа Баранова. В советское время храм был закрыт, разрушен в конце 1950-х годов XX века. На фундаменте бывшего храма был выстроен Дом пионеров. В 1990-е годы храм была возвращён верующим и восстановлен. Имеет три придела: центральный Преображения Господня, левый святителя Николая Чудотворца, правый святых мучениц Веры, Надежды, Любови и Софии. До разрушения был освящён в честь преподобного Иоасафа царевича Индийского.
Также имеется деревянный храм Успения Пресвятой Богородицы, перестроенный из молитвенного дома, переданного верующим в 1988 году. В настоящее время является архиерейским подворьем Александровской епархии (с 2015 года).
16 октября 2016 года освящён новый кирпичный храм с одноимённым названием, построенный взамен обветшавшего деревянного храма.
Есть также полуразрушенная часовня 1890 года постройки на бывшем городском кладбище. Возведена ещё одна часовня на старом кладбище.
Окружающая застройка города.
«Симфония красного цвета»
Архитектура фабричных и жилых построек Баранова — типичный для конца XIX столетия «кирпичный стиль» с щипцами, декоративными башенками, узорами из «городков» и «сухариков» по карнизу — получила здесь прозвание «барановского барокко». Кирпич изготавливали из местной красной глины. Корифеи архитектурной науки признают этот фабричный комплекс за образец градостроительного ансамбля, выстроенного практически единовременно и в одном «кирпичном» стиле, несколько дополненном на рубеже веков скромными примерами промышленного модерна и конструктивизма. Корпуса мануфактуры, как и другие примеры «барановского барокко», несколько разнились декором — где-то стены членились пилястрами или лопатками по вертикали, ступенчатыми белоснежными полочками — по горизонтали, а над оконными проемами появлялись лучковые перемычки и архивольты.

## СМИ
Телевидение:
- КТВ Фобос[34]